# Niphargobates lefkodemonaki
Niphargobates lefkodemonaki é uma espécie de crustáceo da família Niphargidae.
É endémica de Grécia.